# Jūrō Oka
Jūrō Oka (岡 十郎, Oka Jūrō) (27 juillet 1870 - 8 janvier 1923) est un entrepreneur japonais considéré comme le « père de la chasse à la baleine au Japon ».
Dans les années 1890, Oka voyage en Occident pour apprendre les techniques de chasse à la baleine et maîtriser l'équipement nécessaire. En 1899, il fonde la Nihon En'yō Gyogyō qui attrape sa première baleine l'année suivante avec un canon norvégien. La chasse à la baleine au Japon se développe rapidement et devient de plus en plus concurrentielle. En 1908, Oka devient le premier président de l'Association de chasse à la baleine du Japon. Il déclare que le Japon « deviendra l'une des plus grandes nations de chasse à la baleine du monde... Le jour viendra où nous entendrons le matin que des baleines ont été capturées dans l'Arctique et le soir que des baleines sont chassées dans l'Antarctique ».

## Biographie
Après la restauration de Meiji de 1868, le Japon connaît une période de modernisation rapide et de nombreux Japonais sont envoyés en Occident pour apprendre les connaissances et les techniques. La nation commence à asseoir son autorité sur l'Extrême-Orient, ce qui conduit à la colonisation de la Corée et de Taiwan. L'Empire russe domine la chasse à la baleine dans la région, ce qui ajoute des motivations politiques à développer cette activité au Japon.
Oka s'entretient avec le gouvernement à Tokyo sur un plan de modernisation de la chasse à la baleine qui est accepté. Il est envoyé en Norvège où il achète l'équipement nécessaire à 10% au-dessus des prix demandés pour assurer une livraison anticipée au Japon. Il étudie la pratique au Finnmark et effectue des voyages aux Açores pour observer les méthodes traditionnelles et dans la colonie de Terre-Neuve pour les méthodes modernes commençant tout juste à être appliquées. Il en conclut que les Norvégiens ont un système supérieur mais que le Japon ne peut pas l'adopter à l'identique car leur priorité principale est l'huile, tandis que celle des Japonais est la viande.
Oka retourne au Japon et, le 20 juillet 1899, dans la préfecture de Yamaguchi, il fonde la compagnie baleinière Nihon En'yō Gyogyō, surnommée Ichimaru Kaisha d'après son logo : le caractère chinoi pour le chiffre un (一 ichi) dans un cercle (maru). Oka est le directeur général. Ce n'est cependant pas la première entreprise moderne de chasse à la baleine du Japon car la Hogei Gumi l'a précédé d'un an, mais a peu de succès et fermera en 1900.
Le Japon se retrouve dans une situation financière désavantageuse après la Première guerre sino-japonaise (1894–95) et Oka a des difficultés à réunir les 100 000 yens nécessaire à l'entreprise. Celle-ci doit notamment demander un permis de chasse à la baleine à la Corée, qui est difficile à obtenir car le pays est alors sous influence russe. Une licence de trois ans est néanmoins accordée, limitée à trois emplacements à 600 yens par baleinier. Pour des raisons de prestige, l'entreprise fait construire le baleinier au Japon : le Daiichi Chōshū Maru (第一長州丸, terminé le 30 novembre 1899), nommé d'après le domaine de Chōshū, qui est le nom de la préfecture de Yamaguchi avant la restauration de Meiji. L'entreprise embauche un canonnier norvégien expérimenté, Morten Pedersen, qui pêche la première baleine, une baleine bleue, le 4 février 1900.
La compagnie connaît son premier bénéfice l'année suivante, à tel quel point qu'elle acquiert un second baleinier, le Olga, loué à une compagnie anglo-russe. La Nihon En'yō Gyogyō frôle la faillite lorsque le Daiichi Chōshū Maru se fracasse sur les côtes coréennes lors d'un blizzard le 2 décembre 1901. Le navire n'était pas assuré car aucune compagnie d'assurance n'ayant été disposée à le couvrir. Les prises de l'Olga l'année suivante couvrent cependant les pertes, et la compagnie survit.
Oka peut affréter les baleiniers norvégiens Rex et Regina car les entreprises norvégiennes ne peuvent obtenir autrement des permis de pêche à la baleine dans la région. En 1904, la compagnie achète l'Olga et est reconnue comme une Tōyō Gyogyō au capital de 500 000 yens.
Oka obtient une concession du gouvernement coréen le 11 janvier 1904 et étant donné que la pêche russe cesse durant la guerre russo-japonaise (1904–05), Oka a de facto le monopole dans les eaux coréennes pendant toute la guerre, ce qui lui permet de s'agrandir avec la location de trois stations baleinières russes le 1er mai 1905. La victoire du Japon dans la guerre ouvre les eaux orientales et permet à l'entreprise de se développer. Elle commence à acheter de nouveaux baleiniers en 1906, dont le premier est le Togo, construit en Norvège, et devient rapidement la compagnie baleinière la plus rentable du monde. Son succès inspire d'autres entreprises baleinières japonaises, avec un succès similaire. La concurrence est féroce et les compagnies baleinières se battent pour obtenir les meilleurs baleiniers, jusqu'à ce que le gouvernement menace d'intervenir. Pour calmer cette lutte, Oka mène une série de conférences en 1908 qui aboutissent à la création de l'Association japonaise de chasse à la baleine le 18 décembre 1908, basée à Osaka, avec lui comme premier président. L'association limite le nombre de baleiniers dans les eaux japonaises et applique de lourdes sanctions aux violations de son code.
Le 2 mai 1910, les quatre plus grandes compagnies baleinières du Japon fusionnent avec deux plus petites pour former la Tōyō Hogei (« Compagnie baleinière orientale »). D'autres entreprises font faillite, et d'autres encore fusionnent, jusqu'à ce que dans les années 1930, la grande entreprise Taiyō Gyogyō les absorbe toutes.